# NGC 1427

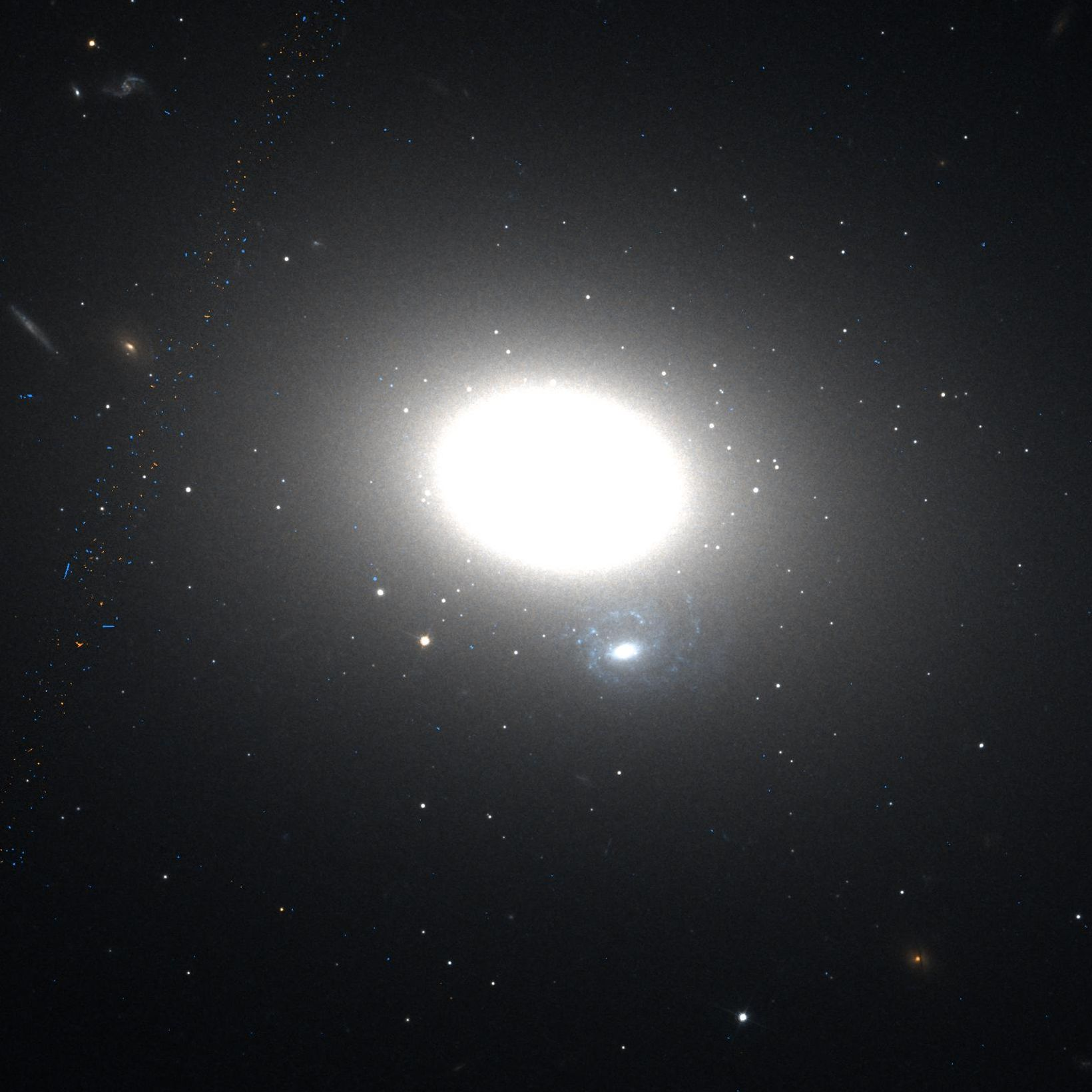
NGC 1427 (Hubble WikiSky)

NGC 1427 è una galassia ellittica (E5) situata approssimativamente alla distanza di 71 milioni di anni luce. Si muove in direzione dell'Ammasso della Fornace.

## Scoperta
La galassia è stata scoperta dall'astronomo britannico John Herschel il 28 novembre del 1837.

## Gruppo di NGC 1399
NGC 1427 fa parte del Gruppo di NGC 1399, a sua volta incluso nel più vasto Ammasso della Fornace, e che comprende almeno 42 galassie, tra cui NGC 1326, NGC 1336, NGC 1339, NGC 1344 (=NGC 1340), NGC 1351, NGC 1366, NGC 1369, NGC 1373, NGC 1374, NGC 1379, NGC 1387, NGC 1399, NGC 1406, NGC 1419, NGC 1425, NGC 1427, NGC 1428, NGC 1437 (=NGC 1436), NGC 1460, IC 1913 e IC 1919.
La designazione FCC 276 indica che NGC 1427 viene considerata come membro dell'Ammasso della Fornace nel catalogo di Henry Ferguson.
La galassia NGC 1427A (FCC 235 o ESO 358-40) situata non molto lontano, non è inclusa nel New General Catalogue compilato da John Dreyer.